# 本田かな
本田 かな（ほんだ かな、1970年 -）は、日本の女性写真家。東京都出身。京都精華大学美術学部(現：芸術学部) デザイン学科卒業。1995年、キヤノン写真新世紀優秀賞。

## フォトクロス
1995年頃より本田によって試みられている写真手法で、写真を短冊状に細かく切って編みあげて表現している。
制作手段がネガフィルムからプリントされた写真を使用しているにもかかわらず、編みあげられた表面が一見パソコンモニターの拡大写真の様にも見えるため、本物の作品の前に立つと言葉では表現しにくい感覚に襲われる。作品がやや立体である為、照明効果と見る位置によって、極めて違った印象を与える。